# Ben Davies (football, 1995)
Pour les articles homonymes, voir Ben Davies et Davies.
Ben Davies, né le 11 août 1995 à Barrow-in-Furness, est un footballeur anglais qui évolue au poste de défenseur central au Rangers FC.

## Biographie
Le 26 janvier 2013, il fait ses débuts en faveur de Preston North End, lors d'un match de League One contre Coventry City.
Le 1er février 2021, il signe en faveur de Liverpool FC.

## Palmarès

### En club
Rangers FC
- Finaliste de la Coupe de la Ligue écossaise en 2023
- Vice-champion de Scottish Premiership en 2023.
- Vainqueur de la Coupe de la Ligue écossaise en 2023-024

 Birmingham City
- Champion de League One en 2024-25.
- Finaliste de l'EFL Trophy en 2025